# Niciun fir de iarbă
Niciun fir de iarbă (în engleză No Blade of Grass) este un film științifico-fantastic regizat de Cornel Wilde[*] după un scenariu de Cornel Wilde[*]. A fost produs în Regatul Unit de studiourile  și a avut premiera la 1970, fiind distribuit de Metro-Goldwyn-Mayer. Coloana sonoră este compusă de Burnell Whibley. 

## Distribuție
Rolurile principale au fost interpretate de actorii:

Nigel Davenport[*]
Lynne Frederick[*]
Anthony Sharp[*]
George Coulouris[*]
Jean Wallace[*]
John Hamill[*]
Patrick Holt[*]  .

## Vezi și
- Listă de filme apocaliptice